# Wernsdorff (Adelsgeschlecht)

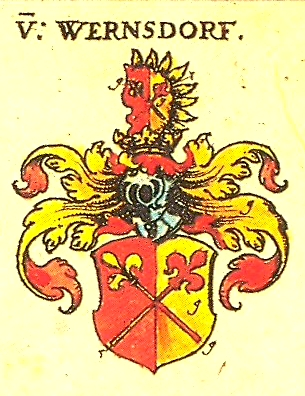
Wappen derer von Wernsdorff in Johann Siebmachers Wappenbuch von 1605

Wernsdorff, auch Wernsdorf, ist der Name eines preußischen Adelsgeschlechts. 

## Geschichte
Die Familie Wernsdorff wird dem meißnischen Uradel zugerechnet und mit Heinricus de Wernherstorf am 3. Juli 1277 zuerst urkundlich genannt. Die Stammreihe des Geschlechts beginnt mit Janus von Wernsdorff († 1390). Im Erzstift Merseburg war die Familie vom 14. bis zum Beginn des 16. Jahrhunderts verbreitet, ein dortiges Stammgut war Dölnitz. Ein Zweig verbreitete sich noch im 15. Jahrhundert nach Züllichau. Mit Hans von Wernsdorff auf Beutelsdorf im Altenburgischen ist das Geschlecht wohl in der Stammheimat erloschen, wobei in jüngeren Quellen auch ein Fortbestehen ebd. bis ins 17. Jahrhundert postuliert wird. Auch ein schlesischer Ursprung wurde vorgeschlagen, jedoch mit fortschreitender Forschung verworfen. 
Mit dem Deutschen Orden gelangte die Familie mit den Brüdern Wolfgang und Dietrich von Wernsdorff († 1578) Mitte des 16. Jahrhunderts nach Preußen. Hier verfügte die Familie über weiteren umfangreichen Grundbesitz zu Belacken, Biothen und Popelken (1807–1820) im Kreis Wehlau; Döhlau, Ganshorn, Hohenstein, Groß und Klein Petzdorf, Rauden und Uzikau im Kreis Osterode; Gütchen im Kreis Mohrungen; Karpowen, Kurkenfeld, Kurkowen (1784–1805), Plagbuden (1805–1820), Polaschen, Poleiken (1805–1820), Raade, Rautenfeld, Rodenwalde und Staxheim im Kreis Gerdauen; Kosslau (1663–1727), Neidenburg und Sakrau im Kreis Neidenburg; Mitschullen, Paulswalde und Perlswalde im Kreis Angerburg; Salzbach und Stettenbruch im Kreis Rastenburg; Schönfeld im Kreis Preußisch Holland; Sickenhöfen im Kreis Fischhausen; Trundlack (1773–1820) im Kreis Heiligenbeil sowie zu Vogelsang im Kreis Königsberg.
Zahlreiche Söhne des Geschlechts dienten als Offiziere in der Preußischen Armee.

## Angehörige
- Wolff von Wernsdorff († 1606), 1604 Obermarschall und 1605 Oberburggraf in Preußen
- Friedrich von Wernsdorff (1834–1902), Gutsbesitzer, Major a. D. Rechtsritter des Johanniterordens
- Dietrich von Wernsdorff-Stagnitten (1869–vermutlich 1945), zeitweise Professor der neueren Sprachen, Harrisburg (USA), zuletzt Polizeimajor a. D., Autor, Dresden[5]
- Helmuth von Wernsdorff (1901–1971), 1933–1938 deutscher Regierungsrat, persönlicher Referent von Reichsminister Kerrl[6]

## Wappen
Das Wappen zeigt in von Rot und Gold gespaltenem Felde zwei aufwärts geschrägte Lilienstäbe verwechselter Farbe. Auf Helme mit rot-goldenen Decken ein wie der Schild bezeichneter Flug. Wahlspruch: Per aspera ad astra